# Hrastje pri Cerkljah
Hrastje pri Cerkljah so naselje v Občini Brežice.

## Prebivalstvo
Etnična sestava 1991:
- Slovenci: 126 (96,9 %)
- Hrvati: 4 (3,1 %)